# Relations entre la Norvège et la Roumanie
Les relations entre la Norvège et la Roumanie sont les relations extérieures entre la Norvège et la Roumanie.

## Histoire
Le premier contact entre les peuples roumain et norvégien a peut-être eu lieu au IXe siècle.
Les deux pays ont établi des relations diplomatiques le 3 avril 1917. La Norvège a une ambassade à Bucarest et un consulat honoraire à Constanţa. La Roumanie a une ambassade à Oslo et 4 consulats honoraires (à Bergen, Kristiansand, Stavanger et Trondheim).